# 米坦尼王表
胡利安人从前第三千纪期间从外高加索向南迁移，他们在从叙利亚和美索不达米亚北部建立了幅员辽阔的米坦尼王国，并于前15世纪末达到鼎盛。

## 米坦尼王表
| 舒塔尔那一世（基尔塔之子）Shuttarna I（son of Kirta）       |                            |
| 帕拉塔尔那 Parattarna                                       |                            |
| 萨乌什塔塔（帕尔萨塔塔之子）Saushtatar（son of Parsatatar） |                            |
| 阿尔塔塔玛 Artatama                                         |                            |
| 舒塔尔那二世 Shuttarna II                                   |                            |
| 阿尔塔舒玛拉 Artashumara                                    |                            |
| 图什拉塔 Tushratta                                          | 阿尔塔塔玛二世 Artatama II |
| 沙提瓦扎 Shattiwaza                                         | 舒塔尔那三世 Shuttarna III |
| 沙图瓦拉 Shattuara                                          |                            |
| 瓦萨沙塔 Wasashatta                                         |                            |
| 沙图瓦拉二世 Shattuara II                                   |                            |